# Anastasia Románovna Zajárina
Anastasia o Anastasiya Románovna Zajárina (Анастаси́я Рома́новна Заха́рьина) (2 de octubre de 1531 o 1532 - 7 de agosto de 1560) fue la primera esposa del zar Iván IV de Rusia, el Terrible (Ива́н IV Васи́льевич). 
Hija del boyardo Román Zajarin, el cual le dio nombre a la dinastía monárquica de los Románov.

## Familia
Anastasia procedía de la familia Zajaryin-Yuriev, más tarde llamada de los Romanov. Su padre, Roman Yuryevich Koshkin-Zakharyev-Yuryev, fue okolnichy (asistente del zar) bajo Vasili III, debido a su temprana muerte no particularmente distinguido, y su tío fue tutor del joven Iván IV.
Al parecer, su fecha de nacimiento fue el 2 de octubre; su patrona pudo ser Santa Ustina (en honor de la cual está dedicada una de las iglesias de la iglesia de San Basilio).
Gracias al matrimonio de Anastasia se produjo una elevación de la clase de los Romanov, y en 1598, tras la supresión de la línea moscovita de los Rurikovich, el estrecho parentesco con el último zar Fiódor dio pie a los Romanov a reclamar un trono. Elegido en 1613, el primer zar de la casa Romanov, Mijail Fedorovich - sobrino nieto de Anastasia Romanovna, nieto de su hermano, Nikita. 
Era la menor de dos hijas. Tras la muerte de su padre en 1543, vivió con su madre. La futura zarina Anastasia era famosa por su belleza. De estatura muy baja, tenía unos rasgos faciales correctos, una larga y espesa cabellera oscura y, presumiblemente, ojos oscuros.

## Matrimonio
Fue escogida como esposa de Iván mediante una selección efectuada en el Kremlin de Moscú entre todas las jóvenes nobles en edad de casarse. El matrimonio se celebró el 3 de febrero de 1547 en la Catedral de la Anunciación. El mismo año cuando se coronó como zar el joven Iván IV con tan solo 16 años (16 de enero de 1547).
La boda fue oficiado por el metropolita Macario. 
Tuvieron seis hijos: Ana, María, Dimitri, Iván, Eudoxia y Teodoro I.  Destacando al zarevich Iván Ivanovich, asesinado por su padre en 1581 y Teodoro I de Rusia (Fiodor I Ivanovich).
Los historiadores sostienen que Anastasia tenía una discreta influencia para mitigar el carácter impulsivo y violento de su marido. 
El inglés Jerome Horsey escribe sobre ella de forma similar: «Esta zarina era tan sabia, virtuosa, piadosa e influyente que era honrada y amada por todos sus subordinados. El Gran Duque era joven e irascible, pero ella lo gobernaba con sorprendente mansedumbre e inteligencia».

## Taller de Anastasia Romanovna
La zarina se dedicaba activamente al bordado con sus mujeres, y de su taller salieron muchas obras. «En los museos rusos hay más de media docena de obras bordadas, que por sus inscripciones y estilo artístico pueden atribuirse al taller de Anastasia Romanovna. Se caracterizan por el lujo de los materiales y el alto mérito artístico, que atestiguan el gusto y el talento de la dueña del taller».
Las obras que salieron de la cámara del zar se caracterizan por una especial «historicidad», una conexión con los acontecimientos estatales o con la vida de la familia real. «Reflejaban, como atestiguan las fechas y las inscripciones, oraciones por el heredero al trono, por la victoria del ejército ruso en las campañas de Juan el Terrible a Kazán, las ideas del establecimiento de la autocracia del soberano moscovita, su elección divina y el patrocinio real de los pueblos ortodoxos. Estas obras marcan toda una época en la vida artística de Moscú".

## Muerte
Su salud se vio comprometida por frecuentes partos y enfermedades. En 1559 cayó gravemente enferma. Durante esta enfermedad, el zar tuvo un enfrentamiento con algunos de sus consejeros, de los que ya sospechaba que no gustaban de los Zajaryin y que, por su parte, consideraban a los Zajaryin la principal causa de su caída.
A causa de unos grandes incendios en Moscú de 1560 y tras el ataque de unos 3.000 hombres de Crimea a la capital, la zarina fue trasladada a la aldea de Kolomenskoye, donde murió poco después. Mencionando que la zarina murió por las nubes de humo inhaladas. ´
A causa de esto Iván sufrió de serios problemas nerviosos (empeorando su estado psicológico), debidos también por la sospecha de que Anastasia fue envenenada por los boyardos. Al no conseguir pruebas del crimen, ordenó que un gran número de ellos fueran torturados y asesinados.
La versión del envenenamiento de Anastasia está respaldada por una serie de estudios de sus restos, realizados por iniciativa de Tatiana Panova, jefa del departamento arqueológico de los Museos del Kremlin. Junto con especialistas de la Oficina de Reconocimientos Médicos Forenses del Comité de Salud de Moscú, los geoquímicos realizaron un análisis espectral de la trenza rubia oscura conservada de la zarina. Se encontraron concentraciones significativas de mercurio, arsénico y plomo. Según las estimaciones de los científicos, tal cantidad de mercurio, que era el principal veneno de la época, no podría haberse acumulado ni siquiera con el uso diario de cosméticos medievales (para los que era típico el alto contenido de compuestos del metal venenoso). «El mercurio se registró no sólo en el cabello, donde apareció en una cantidad enorme - 4,8 miligramos (en recálculo por 100 gramos de suspensión), sino también en los restos de ropa funeraria (0,5 miligramos) y en la caries (0,3 miligramos)". Se planteó la cuestión de reconstruir el retrato de la reina a partir del cráneo, pero éste no estaba en buenas condiciones para ello.

## Importancia en la historia
El hermano de Anastasía, Nikita Románovich Zajarin-Yúriev, fue el padre de Fiódor Románov, el primero en tomar el apellido Románov. Fiódor Románov fue primo en primer grado del último zar de la dinastía Rúrik, Teodoro I. Esta relación con la extinta dinastía facilitó la elección para el trono del hijo de Fiódor, Miguel I de Rusia, después del Período Tumultuoso.